# Índice de oscilación sur

Asociación de los valores positivos del SOI con el evento de La Niña y de los valores negativos con El Niño.

El índice de oscilación sur (SOI) es un índice que mide la Oscilación del Sur al correlacionar valores de presión atmosférica obtenidos en el Pacífico occidental con los del Pacífico central. Estos valores se han asociado a los fenómenos climáticos de El Niño y La Niña.
El SOI se calcula aritméticamente a partir de las fluctuaciones mensuales de los valores de la presión del aire entre la isla de Tahití (Polinesia Francesa) y la ciudad de Darwin (Australia). 

## Valores negativos del SOI
La existencia de valores negativos sostenidos del SOI frecuentemente indican episodios del fenómeno de El Niño. Esos valores negativos usualmente se acompañan de:
- un calentamiento sostenido en el océano Pacífico tropical central y del este.
- una disminución en la potencia de los vientos del Pacífico.
- una reducción en lluvias en el este y norte de Australia.

Fueron fuertes episodios de El Niño en 1982 y 1997. Particularmente en Colombia surgió una crisis energética por El Niño de 1992 que obligó a un arduo racionamiento de energía.

## Valores positivos del SOI
Los valores positivos del SOI se asocian con vientos fuertes del Pacífico y un calentamiento del mar al norte de Australia, popularmente llamado La Niña. Esos valores positivos se acompañan generalmente del:
- enfriamiento de las aguas del océano Pacífico tropical central y del este.
- incremento de la probabilidad de que el este y el norte de Australia sean más lluviosos de lo normal.

Un fuerte "episodio" de La Niña fue en 1988 y 1989; un moderado evento de este fenómeno ocurrió en 1998 y 1999, que se debilitó hacia condiciones neutrales antes de reformarse por un corto período en 1999 y el 2000. Otro evento de La Niña finiquitó en el otoño austral del año 2000. 

## Cálculo del SOI
Es una estandarización fuera de una función normal, de la Diferencia Marina de Nivel de Presión Media (MSLP) entre Tahití y Darwin. Se calcula: 
| Símbolo                     | Nombre                                                                                              |
| --------------------------- | --------------------------------------------------------------------------------------------------- |
| {\displaystyle SOI}         | Índice de oscilación sur                                                                            |
| {\displaystyle P_{dif}}     | {\displaystyle P_{dif}} = (promedio en Tahití MSLP de un mes) - (promedio en Darwin MSLP de un mes) |
| {\displaystyle P_{difav}}   | Promedio de largo término del {\displaystyle P_{dif}} para el mes en cuestión                       |
| {\displaystyle SD(P_{dif})} | Desviación estándar de largo término de {\displaystyle P_{dif}} para el mes en cuestión             |

- ,Se multiplica por 10 por convención. Usando esa convención, los rangos de SOI van entre –35 a +35, y el valor del SOI puede anotarse como un número entero. El SOI se computa con base en meses, con valores sobre largos períodos tales como un año. Valores diarios o semanales del SOI no convienen como información práctica del estado real del clima. Los valores diarios en particular pueden fluctuar marcadamente debido a los patrones diarios del tiempo, y no deberían usarse para propósitos climáticos.